# Amacha
L’amacha (甘茶) est une infusion japonaise, obtenue à partir de feuilles écrasées et fermentées d'hortensia originaire du Japon (Hydrangea serrata var. thunbergii).
Ce thé contient du tanin et de la phyllodulcine, un édulcorant près de 400 à 800 fois plus sucrant que le sucre, d'où son nom d’amacha qui, traduit, signifie « thé sucré ». L'infusion ne contient par contre pas de caféine.
Elle aurait des qualités médicinales, en tant que produit antiallergique naturel, ainsi que de moyen de défense contre la parodontite[réf. nécessaire].
Ce thé est souvent utilisé lors du Kanbutsue, la fête célébrant la dateanniversaire de Bouddha dans le bouddhisme japonais, le 8 avril.